# Districtul Pétervására
Pétervására (în maghiară Pétervásárai járás) este un district în județul Heves, Ungaria.
Districtul are o suprafață de 475,07 km2 și o populație de 18.921 locuitori (2013).